# Massaker von Jedwabne

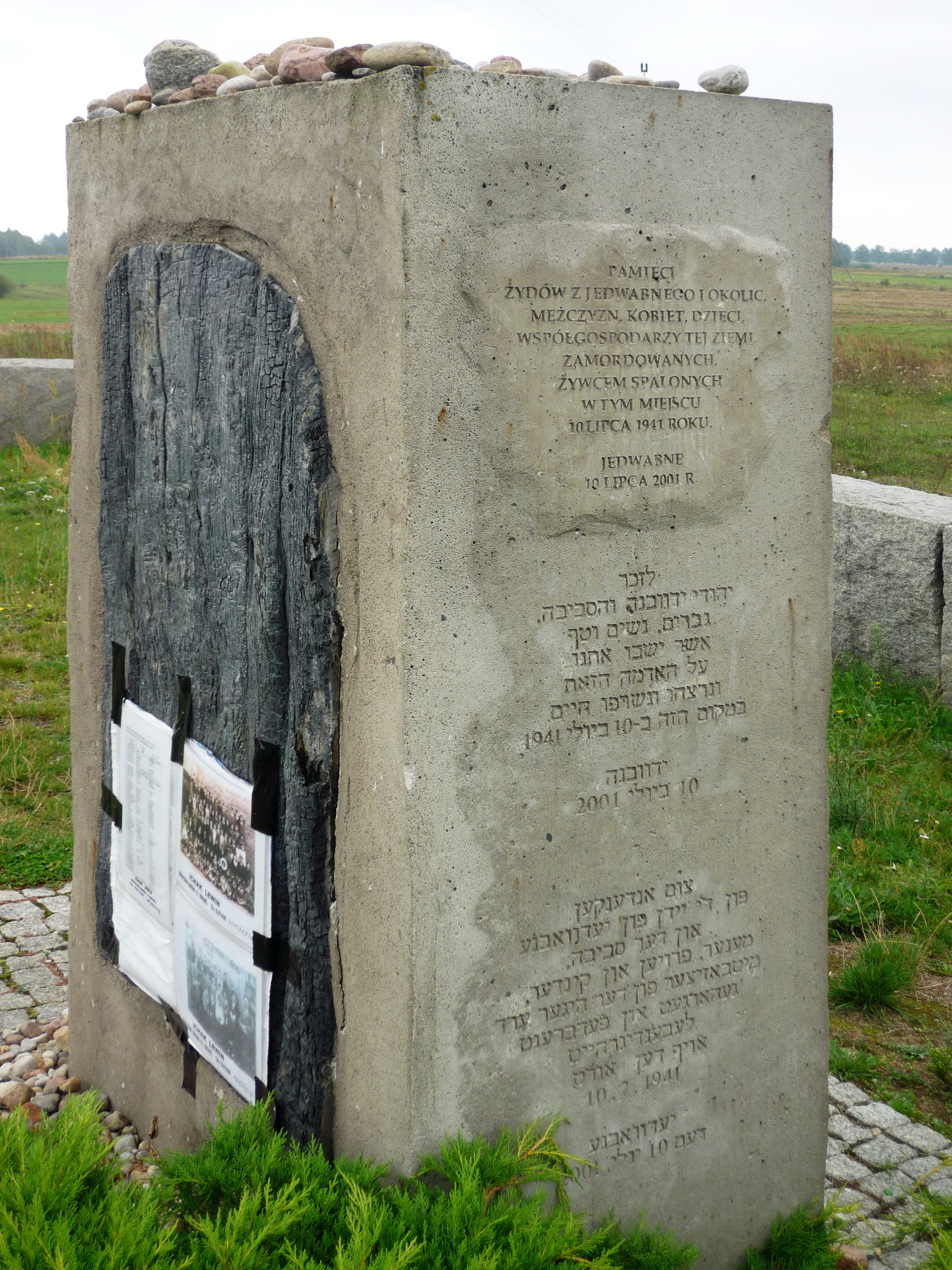
Monument in Jedwabne (2009). Aufschrift auf polnisch, hebräisch und jiddisch

Das Massaker von Jedwabne war ein Pogrom polnischer Bürger von Jedwabne und der Umgebung an jüdischen Einwohnern der Kleinstadt im Nordosten Polens am 10. Juli 1941, bei dem mindestens 340 Menschen ermordet wurden. Es fand während der Besatzung Jedwabnes durch die Wehrmacht statt und gilt als gemeinsames Verbrechen einer Gruppe von polnischen Einwohnern und deutscher Besatzungsmacht.

## Historischer Hintergrund
Jedwabne gehörte zu jenem Teil Polens, welcher im September 1939 durch den deutsch-sowjetischen Nichtangriffspakt (Hitler-Stalin-Pakt), in dem die Teilung Polens beschlossen worden war, an die Sowjetunion fiel.
Die sowjetischen Besatzer machten sich sofort daran, die polnische Vorkriegsordnung durch eine sowjetische zu ersetzen, dabei war es ihnen wichtig, die alten politischen und sozialen Eliten zu zerschlagen. Um diese Ziele durchzusetzen, gingen sie mit einer für diese eher landwirtschaftlich geprägte Region bisher unbekannten Gewalt vor, zu der Verhaftungen, Folter, Deportationen, Zwangsumsiedlungen, Enteignungen und Erschießungen gehörten. Die jüdische Bevölkerung wurde ebenfalls verfolgt, das sowjetische System bot für sie aber teilweise auch soziale Aufstiegschancen. Zu den in der polnischen Bevölkerung bereits zuvor verbreiteten antisemitischen Vorurteilen, die durch wirtschaftliche, soziale und religiöse Konflikte entstanden waren, kam das Bild der Juden als vermeintliche Nutznießer der sowjetischen Okkupationsherrschaft hinzu.
Der deutsche Überfall auf die Sowjetunion am 22. Juni 1941 wurde daher von Teilen der polnischen Bevölkerung begrüßt, da die deutschen Soldaten als Befreier wahrgenommen wurden. Am 23. Juni 1941 wurde Jedwabne von der Wehrmacht besetzt. Bereits am folgenden Tag gab es in den Ortschaften um Jedwabne antisemitische Ausschreitungen von polnischen Einwohnern und deutschen Soldaten mit etwa 300 Toten. Überlebende Juden flüchteten nach Jedwabne und versuchten, sich dort zu verstecken.

## Ereignisse am 10. Juli 1941
Am 10. Juli 1941 wurde die jüdische Bevölkerung des Ortes von polnischen Bürgern auf dem Marktplatz zusammengetrieben. Nachdem einzelne Opfer bereits dort misshandelt und umgebracht worden waren, wurden die restlichen Juden in eine außerhalb des Ortes gelegene Scheune getrieben und bei lebendigem Leibe verbrannt. Ihr Besitz wurde geplündert und von Polen übernommen. Das Pogrom überlebten nur wenige Juden. An dem Verbrechen beteiligten sich mindestens 40 Polen aus Jedwabne und Umgebung.
Nach Forschungen des polnisch-amerikanischen Historikers Jan Tomasz Gross waren Deutsche am Ort des Geschehens und fotografierten. Zeitzeugen sprächen auch von Gestapo-Angehörigen vor Ort. Mehrere Quellen datierten den Besuch dieser Gestapo-Leute auf den Vortag oder Tag des Massakers. Zudem gebe es eine Zeugenaussage, dass ein entsprechender Mordbefehl von den Deutschen erlassen worden sei: „Woher die Initiative kam, ob von den Deutschen (‚Ein entsprechender Befehl wurde von den Deutschen erlassen‘ heißt es in Wasersztajns Zeugnis) oder von Mitgliedern des Stadtrats von Jedwabne“, so Gross, „lässt sich nicht mehr feststellen (...) offenbar wurden sich beide Seiten rasch über die Sache und die Methode ihrer Durchführung einig“.
Der polnische Historiker Tomasz Strzembosz hingegen vertritt die Ansicht, das Pogrom sei eindeutig von den Deutschen initiiert worden.
Fest steht, dass die Präsenz von bewaffneten Schupomännern in Jedwabne Straffreiheit bei Übergriffen gegen Juden garantierte. Für den auf Osteuropa spezialisierten Journalisten Thomas Urban handelt es sich bei dem Massaker um die Morde einer „kleine[n] Gruppe Einheimischer“, zu denen nach den Resultaten später stattgefundener staatsanwaltschaftlicher Ermittlungen „ein SS-Einsatzkommando die örtliche polnische Bevölkerung anstiftete“.
Diese von Urban nur knapp dargestellte These vertritt in einer ebenso ausführlichen wie differenzierten Erörterung des Massakers der polnische Historiker Edmund Dmitrów. Danach muss das Massaker und dessen Initiierung auf dem Hintergrund von Reinhard Heydrichs Befehlen vom 29. Juni 1941 und 1. Juli 1941 gesehen werden. So forderte Heydrich in seinem Schreiben an die Chefs der vier Einsatzgruppen der Sicherheitspolizei und des SD Ende Juni, in dem er an die zuvor mündlich gegebenen entsprechenden Befehlen erinnert, „Selbstreinigungsbestrebungen antikommunistischer oder antijüdischer Kreise […] spurenlos auszulösen“. Die Judenmorde seien höchstwahrscheinlich von einer durch den SS-Offizier Hermann Schaper geleiteten Unterstützungsgruppe der SS-Einsatzgruppe B angeordnet worden. Dimitrov resümiert: „Der Entschluss, die Entscheidung, das Signal, die Anordnung oder der Befehl zum Morden wurde von Deutschen, einer Einsatzgruppe gegeben.“ In dem Dokumenten-Sammelband Die Verfolgung und Ermordung der europäischen Juden durch das nationalsozialistische Deutschland 1933–1945 schreibt Bert Hoppe in der Einleitung, dass sich „in allen besetzten Gebieten Hinweise auf die federführende Rolle deutscher Einheiten [finden] – selbst da, wo ausschließlich nicht-deutsche Täter mordeten wie im ostpolnischen Jedwabne“.
Während die Opferzahlen ursprünglich auf 1.600 Personen geschätzt worden waren, wurde nach Exhumierungen der Massengräber und Ausgrabungen des Instituts für Nationales Gedenken (IPN) im Jahre 2001 davon ausgegangen, dass es zwischen 300 und 400 Menschen waren. Spätere Forschungen schätzen die Zahl der jüdischen Opfer auf mindestens 340. Die Opferzahl wurde durch eine nur oberflächliche Exhumierung ermittelt, da die Rabbiner gegen die Störung der Ruhe der Opfer protestierten. Die tiefer liegenden Leichen konnten nicht gezählt, sondern ihre Zahl nur geschätzt werden.
Ähnliche Pogrome ereigneten sich auch in mehreren Orten der Umgebung.

## Die Strafverfahren 1949
In den gerichtlichen Hauptverhandlungen am 16. und 17. Mai 1949 widerriefen viele der 22 angeklagten polnischen Einwohner von Jedwabne ihre nach eigener Aussage unter Folter erzwungenen Geständnisse. Zehn Angeklagte wurden freigesprochen, zwölf verurteilt:
- Karol Bardon: Todesstrafe, nach einem Gnadenersuch von Bolesław Bierut in 15 Jahre Freiheitsstrafe umgewandelt
- Jerzy Laudański: 15 Jahre Freiheitsstrafe
- Zygmunt Laudański: zwölf Jahre Freiheitsstrafe
- Władysław Miciura: zwölf Jahre Freiheitsstrafe
- Bolesław Ramotowski: zwölf Jahre Freiheitsstrafe
- Stanisław Zejer: zehn Jahre Freiheitsstrafe
- Czesław Lipiński: zehn Jahre Freiheitsstrafe
- Władysław Dąbrowski: acht Jahre Freiheitsstrafe
- Feliks Tarnacki: acht Jahre Freiheitsstrafe
- Roman Górski: acht Jahre Freiheitsstrafe
- Antoni Niebrzydowski: acht Jahre Freiheitsstrafe
- Józef Zyluk: acht Jahre Freiheitsstrafe

Von einem Berufungsgericht wurden am 13. Juni 1950 zwei der Verurteilten freigesprochen.

## Aufarbeitung

### In der Volksrepublik Polen
Für das Massaker wurde jahrzehntelang ausschließlich die deutsche Besatzungsmacht verantwortlich gemacht. Die Opferzahl wurde mit 1.600 Toten angegeben und weitere Nachforschungen nicht unternommen. Nach 1960 errichtete die Stadt einen Gedenkstein mit dem übersetzten Wortlaut: „Hier ereignete sich ein Martyrium der jüdischen Bevölkerung. Am 10. Juli 1941 verbrannten Gestapo und Hitler-Polizei 1.600 Personen bei lebendigem Leib.“

### Debatte nach 2000
Erst 2001 geriet das Thema in den Fokus der öffentlichen Aufmerksamkeit, nachdem der polnischstämmige, in den USA arbeitende Historiker Jan Tomasz Gross im Jahr 2000 das Buch Nachbarn. Der Mord an den Juden von Jedwabne veröffentlicht hatte, in dem er die bisherige Darstellung des Massakers in Jedwabne aufarbeitete und als Geschichtsfälschung darstellte. Seine Publikation stützte Gross unter anderem auf einen Bericht des überlebenden Juden Szmul Wasersztajn, der allerdings wahrscheinlich kein unmittelbarer Augenzeuge des Geschehens war, auf Akten der Prozesse in Łomża zwischen 1949 und 1953, auf das 1980 veröffentlichte Memorbuch der Juden aus Jedwabne sowie auf eine 1998 von Agnieszka Arnold erstellte filmische Dokumentation von Gesprächen mit Einwohnern und Zeitzeugen aus Jedwabne.
Diese Veröffentlichung leitete eine Aufarbeitung des Massakers von Jedwabne und von Polen an Juden begangenen Massakern im Zweiten Weltkrieg überhaupt ein und löste nicht nur in Polen eine intensive Diskussion aus – insbesondere, da Gross die Ereignisse vom 10. Juli 1941 nicht als Einzelfall bezeichnete, sondern der polnischen Gesellschaft insgesamt eine latente antijüdische Grundhaltung attestierte. Darüber hinaus behauptete er, dass Generationen von Historikern die Ereignisse von Jedwabne bewusst verschwiegen hätten.
Kurz nach der Veröffentlichung leitete das Institut für Nationales Gedenken (IPN) staatsanwaltschaftliche Ermittlungen ein, die Gross’ Darstellungen im Wesentlichen bestätigten, die Opferzahlen jedoch mit 300 bis 400 angaben und die Anwesenheit deutscher Truppen in der Gegend ermittelten. Da außer den bereits in den Nachkriegsjahren bestraften keine neuen Tatverdächtigen ermittelt wurden, wurde das Verfahren eingestellt. Außerdem erschienen zum Massaker in Jedwabne seitdem mehrere wissenschaftliche Monografien und Artikel von polnischen und ausländischen Historikern, ohne ähnliche Aufmerksamkeit zu erfahren.
Kritisiert wurde Gross für sein Buch Nachbarn von Historikern wie Tomasz Strzembosz, Piotr Gontarczyk, Jerzy Eisler und Richard C. Lukas, die ihm Mängel bei der Recherche und historischen Aufarbeitung vorwarfen. Ihre Kritik reicht von der Zahl der Opfer (Gross ging von der bis dahin angenommenen Zahl von etwa 1.600 Toten aus) bis zur Rolle der Deutschen: Es sei nicht glaubwürdig, dass Deutsche nur zum Fotografieren anwesend gewesen seien. Sie beriefen sich hierbei auf die Aussagen von Zeugen, nach denen das Pogrom vom Bürgermeister und der deutschen Gendarmerie vorbereitet worden sein soll.
Zum 60. Jahrestag der Geschehnisse fand am 10. Juli 2001 in Jedwabne eine Gedenkfeier statt, bei der Polens Staatspräsident Aleksander Kwaśniewski in seinem und dem Namen jener Polen, deren Gewissen durch das Verbrechen aufgewühlt wurde, um Vergebung für das Massaker bat. Dabei wurde auch ein neues Denkmal aufgestellt mit der Inschrift: „Im Gedenken an die Juden aus Jedwabne und Umgebung, der ermordeten Männer, Frauen und Kinder, Mitbewohner dieser Gegend, die an dieser Stelle lebendig verbrannt wurden“. Von der Mehrheit der Einwohner Jedwabnes wurde die Feierlichkeit abgelehnt und boykottiert. Aus Protest ließ der katholische Priester während der Veranstaltung die Kirchenglocken läuten. In Fenstern des Ortes hingen Zettel mit Beschriftungen wie Wir bitten nicht um Verzeihung oder Wir werden für die nicht begangenen Gräueltaten nicht um Verzeihung bitten. So wahr uns Gott helfe. Dem damaligen Bürgermeister von Jedwabne, Krzysztof Godlewski, der sich stark für die Gedenkfeier eingesetzt hatte, wurde das Leben im Anschluss so schwer gemacht, dass er sich zur Emigration in die USA genötigt sah. Die nach 2001 durchgeführten Gedenkveranstaltungen wurde von Einwohnern Jedwabnes nicht besucht.
2006 verabschiedete die damalige PiS-Regierung als Reaktion auf die Veröffentlichung des Buches von Jan T. Gross ein als „Lex Gross“ bekanntes Gesetz, das jeden, der „die polnische Nation öffentlich der Teilnahme, Organisation oder Verantwortung für kommunistische oder nationalsozialistische Verbrechen bezichtigt“ mit einer bis zu dreijährigen Haftstrafe bedrohte. Dieses Gesetz wurde 2008 vom polnischen Verfassungsgericht aufgehoben.
2006 stellte Der Spiegel fest, dass die Brüder Laudański, welche viele Experten für mitverantwortliche Täter am Pogrom halten, noch immer glorifiziert werden. So ehrt eine Publikation die Brüder als polnische Patrioten. Die katholische Tageszeitung Nasz Dziennik brachte die Überschrift „Die Brüder Laudański warten auf Gerechtigkeit“.
Bis heute wird die Aufarbeitung der Geschehnisse von extrem rechten Kreisen abgelehnt, die das Geschichtsbild ablehnen, nach welchem Polen in einigen Fällen die Verbrechen der deutschen Besatzungsmacht unterstützten und mit ihr kollaborierten.
Im August 2011 wurde die Gedenkstätte von Jedwabne von unbekannten Tätern beschädigt. – Mit seinem Film Pokłosie stieß der polnische Regisseur Władysław Pasikowski die Diskussion in Polen 2012 erneut an.
Am 10. Juli 2025 störten polnische Nationalisten die Gedenkfeier, an der auch Polens Oberrabbiner Michael Schudrich teilnahm, und schrien: „Hier ist Polen und nicht Polin!“ (Das hebräische Wort „Polin“ bedeutet „Hier ruhe aus“, es ist auch der Name des Museums der Geschichte der polnischen Juden in Warschau.) Nur unter Polizeischutz konnten die Betenden den Gedenkort verlassen. Auf einem Grundstück neben der Gedenkstätte richtete der Publizist Wojciech Sumliński einen „alternativen Gedenkort“ ein, dessen Tafeln den tatsächliche Hergang des Pogroms leugnen.